# 아일랜드 공화국군 참모총장
이하는 아일랜드 공화국군 참모총장(Chief of Staff of the Irish Republican Army)을 지냈다고 보고된 인물들의 목록이다. IRA라는 조직의 비밀결사적 특성상 본 목록은 결정적이지 않으며 언제라도 수정될 수 있다.

## 원조 아일랜드 공화국군(1917년 ~ 1922년)
| No. | 성명          | 취임             | 퇴임            | 출처  |
| --- | ------------- | ---------------- | --------------- | ----- |
| 1   | 카헐 브루     | 1917년 10월 27일 | 1919년 3월      | [ 1 ] |
| 2   | 리처드 멀케이 | 1919년 3월       | 1922년 1월 15일 | [ 2 ] |
| 3   | 온 둡허이     | 1922년 1월 15일  | 1922년 7월      | [ 2 ] |

## 아일랜드 공화국군 조약 반대파(1922년 ~ 1969년)
| No. | 성명               | 취임             | 퇴임             | 출처   |
| --- | ------------------ | ---------------- | ---------------- | ------ |
|     | 리암 린치          | 1922년 3월 26일  | 1922년 6월 18일  | [ 3 ]  |
|     | 조 맥켈베이        | 1922년 6월 18일  | 1922년 6월 30일  | [ 4 ]  |
|     | 리암 린치          | 1922년 6월 30일  | 1923년 4월 10일  |        |
|     | 프랭크 에이킨      | 1923년 4월 20일  | 1925년 11월 12일 | [ 5 ]  |
|     | 앤드루 쿠니        | 1925년 11월 12일 | 1926년 7월       | [ 6 ]  |
|     | 미게스 오 투어마   | 1927년           | 1936년 6월       | [ 7 ]  |
|     | 산 맥브라이드      | 1936년 6월       | 1936년 말        | [ 8 ]  |
|     | 톰 베리            | 1937년           | 1937년           | [ 3 ]  |
|     | 믹 피츠패트릭      | 1937년           | 1938년           | [ 7 ]  |
|     | 산 러셀            | 1938년           | 1940년 8월 14일  | [ 9 ]  |
|     | 스티븐 헤이스      | 1940년?          | 1941년 6월 30일  | [ 10 ] |
|     | 페어스 켈리        | 1941년           | 1941년 11월 27일 |        |
|     | 산 해링턴          | 1941년 11월 이후 | 1942년 2월       |        |
|     | 산 막 쿠알         | 1942년 2월       | 1942년 8월 14일  |        |
|     | 온 맥나미          | 1942년           | 1942년           | [ 11 ] |
|     | 이그 막 안 트시르  | 1942년           | 1942년 10월 12일 |        |
|     | 카할 오 케린       | 1942년 10월      | 1944년 6월 16일  |        |
|     | (공석)             | 1944년 6월 16일  | 1944년           |        |
|     | 해리 화이트        | 1944년           | 1945년           |        |
|     | 패트릭 플레밍      | 1945년 3월 1일   | 1947년?          | [ 12 ] |
|     | 윌리 맥기네스      | 1947년           | 1948년?          | [ 13 ] |
|     | 안톤 오 미어가한   | 1948년 11월      | 1957년 7월 6일   | [ 14 ] |
|     | 리처드 버크        | 1957년 1월       | 1957년 5월       | [ 15 ] |
|     | 안톤 오 미어가한   | 1957년 5월       | 1957년 7월 6일   | [ 16 ] |
|     | 산 크로닌          | 1957년 11월 11일 | 1958년 10월      | [ 17 ] |
|     | 존 조 맥걸         | 1958년 10월      | 1958년 10월 24일 | [ 18 ] |
|     | 루아리 오 브라다그 | 1958년 10월 24일 | 1959년 5월 말    | [ 19 ] |
|     | 산 크로닌          | 1959년 5월 말    | 1960년 6월       | [ 20 ] |
|     | 루아리 오 브라다그 | 1960년 여름      | 1962년 9월 7일   | [ 21 ] |
|     | 카할 오 거일린     | 1962년 9월 7일   | 1969년 12월      | [ 22 ] |

1969년 12월 28일 더블린에서 열린 아일랜드 공화국군 특수군협의회(SAC)에서 IRA는 OIRA와 PIRA로 분열된다. 분열 당시에는 OIRA가 다수였고 PIRA가 소수였다.

## 아일랜드 공화국군 공식파(1969년 ~ )
| No. | 성명           | 취임        | 퇴임   | 출처   |
| --- | -------------- | ----------- | ------ | ------ |
|     | 카할 오 거일린 | 1969년 12월 | 1972년 |        |
|     | 산 가를란드    | 1998년      |        | [ 23 ] |

## 아일랜드 공화국군 임시파(1969년 ~ 2005년)
| No. | 성명                 | 취임            | 퇴임                   | 출처                               |
| --- | -------------------- | --------------- | ---------------------- | ---------------------------------- |
|     | 산 막 스티판         | 1969년 12월     | 1972년 11월 19일       | [ 24 ]                             |
|     | 소사우 오 카할       | 1972년 11월     | 1973년 3월             | [ 25 ]                             |
|     | 세무스 오 투어마     | 1973년 3월      | 1973년 6월             | [ 25 ]                             |
|     | 에이먼 오 도하르타그 | 1973년 6월      | 1974년 6 ~ 7월         | [ 26 ]                             |
|     | 세무스 오 투어마     | 1974년 6 ~ 7월  | 1977년 12월            | [ 25 ]                             |
|     | 게리 애덤스          | 1977년 12월 3일 | 1978년 2월 18일        | [ 27 ] [ 28 ] [ 29 ] [ 30 ] [ 31 ] |
|     | 마르틴 맥기네스      | 1978년          | 1982년 가을            | [ 25 ]                             |
|     | 이보르 벨            | 1982년 가을     | 1983년 9월             | [ 25 ]                             |
|     | 케빈 맥켄나          | 1983년 9월      | 1997년 10월            | [ 25 ]                             |
|     | 토마스 막 무르하     | 197년 10월      | 2005년 (군사행동 종료) | [ 25 ]                             |

## 아일랜드 공화국군 연속파(1986년 ~ 현재)
| No. | 성명         | 취임   | 퇴임   | 출처   |
| --- | ------------ | ------ | ------ | ------ |
|     | 타히 오 코날 | 1986년 | 1991년 | [ 32 ] |

## 같이 보기
- 아일랜드 공화주의 준군사조직의 계보